# Controle de enchentes nos Países Baixos

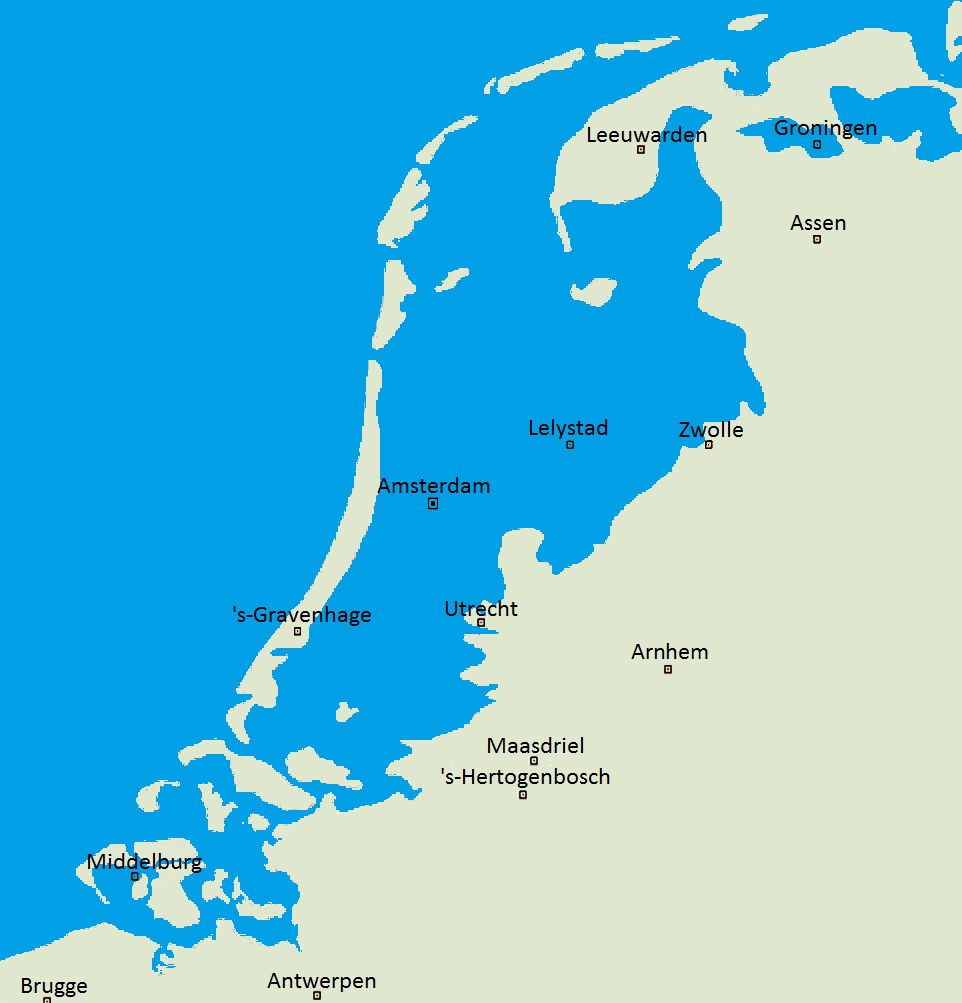
Sem diques, os Países Baixos seriam inundados a esta extensão.

O controle das cheias é uma questão importante para os Países Baixos, uma vez que, devido à sua baixa altitude, aproximadamente dois terços da sua área são vulneráveis a inundações, enquanto o país é densamente povoado. Dunas de areia naturais e diques, represas e comportas construídos fornecem defesa contra tempestades marítimas. Os diques fluviais evitam inundações causadas pela água que flui para o país pelos principais rios Reno e Mosa, enquanto um complicado sistema de valas de drenagem, canais e estações de bombeamento (historicamente: moinhos de vento) mantém as partes baixas secas para habitação e agricultura. Os conselhos de controle de água são os órgãos independentes do governo local responsáveis pela manutenção deste sistema.
Nos tempos modernos, os desastres causados pelas inundações nos Países Baixos [en], juntamente com os desenvolvimentos tecnológicos, levaram a grandes obras de construção para reduzir a influência do mar e prevenir futuras inundações. Estas revelaram-se essenciais ao longo da história holandesa, tanto geográfica como militarmente, e tiveram um grande impacto na vida de muitos que vivem nas cidades afetadas, estimulando as suas economias através da melhoria constante das infraestruturas.

## História
O geógrafo grego Píteas observou os Países Baixos, ao passar por eles a caminho de Heligolândia c. 325 a.C., que “morreram mais pessoas na luta contra a água do que na luta contra os homens”. O autor romano Plínio, o Velho escreveu algo semelhante em sua História Natural:
Ali, duas vezes em cada vinte e quatro horas, a vasta maré do oceano varre numa inundação uma grande extensão de terra e esconde a eterna controvérsia da Natureza sobre se esta região pertence à terra ou ao mar. Lá, esses povos miseráveis ocupam terrenos elevados, ou plataformas feitas pelo homem , construídas acima do nível da maré mais alta que experimentam; vivem em cabanas construídas no local escolhido e são como marinheiros de navios quando as águas cobrem as terras circundantes, mas quando a maré baixa são como náufragos. Ao redor de suas cabanas eles pescam enquanto tentam escapar com a maré vazante. Não cabe a eles manter rebanhos e viver de leite, como as tribos vizinhas, nem mesmo lutar com animais selvagens, já que toda a vegetação rasteira foi empurrada para trás.
A área ameaçada de inundação dos Países Baixos é essencialmente uma planície aluvial, construída a partir de sedimentos deixados por milhares de anos de inundações por rios e pelo mar. Cerca de dois mil anos atrás, a maior parte da Países Baixos era coberta por extensos pântanos de turfa. A costa era constituída por uma fileira de dunas costeiras e aterros naturais que impediam a drenagem dos pântanos, mas também de serem arrastados pelo mar. As únicas áreas adequadas para habitação encontravam-se nas zonas mais altas a leste e a sul e nas dunas e taludes naturais ao longo da costa e dos rios. Em vários locais, o mar rompeu estas defesas naturais e criou extensas planícies aluviais no norte. Os primeiros habitantes permanentes desta área foram provavelmente atraídos pelo solo argiloso depositado pelo mar, que era muito mais fértil do que a turfa e o solo arenoso mais para o interior.
Para se protegerem contra inundações, construíram as suas casas em colinas artificiais chamadas de "terpen" ou "wierden", conhecidas como "warften" ou "Halligen" na Alemanha [en]. Entre 500 a.C. e 700 d.C. provavelmente houve vários períodos de habitação e abandono à medida que o nível do mar subia e descia periodicamente.
Os primeiros diques eram aterros baixos de apenas um metro ou mais de altura que circundavam os campos para proteger as culturas contra inundações ocasionais. Por volta do século IX, o mar estava novamente avançando e muitos terps tiveram que ser elevados para mantê-los seguros. A essa altura, muitos terps isolados já haviam crescido juntos como aldeias. Estes estavam agora ligados pelos primeiros diques.
Depois de cerca de 1000 d.C. a população cresceu, o que significou que havia uma maior procura de terras aráveis, mas também que havia uma maior mão-de-obra disponível e a construção de diques foi levada mais a sério. Os principais contribuintes na construção posterior de diques foram os mosteiros. Como maiores proprietários de terras, tinham organização, recursos e mão de obra para empreender a grande construção. Por volta de 1250 d.C., a maioria dos diques estava conectada a uma defesa marítima contínua.
O próximo passo foi mover os diques cada vez mais em direção ao mar. Cada ciclo de maré alta e baixa deixava uma pequena camada de sedimentos. Ao longo dos anos, essas camadas atingiram uma altura tal que raramente eram inundadas. Foi então considerado seguro construir um novo dique em torno desta área. O antigo dique era frequentemente mantido como defesa secundária, denominado dique dormente.

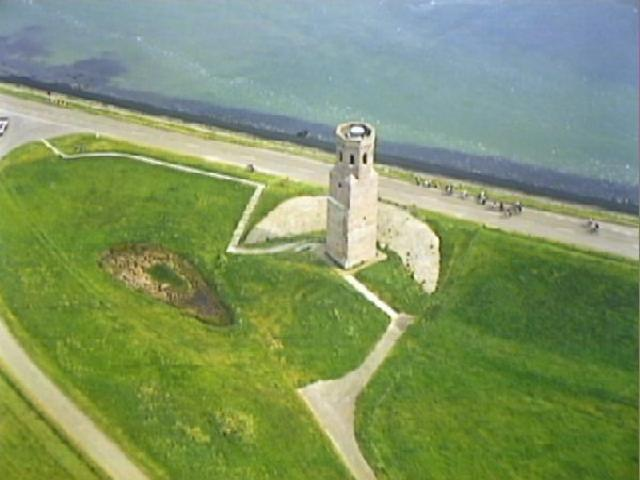
O Plompe toren, o único remanescente da aldeia Koudekerke

Nem sempre um dique podia ser movido em direção ao mar. Especialmente no delta do rio sudoeste, acontecia frequentemente que o dique marítimo primário era minado por um canal de maré. Foi então construído um dique secundário, denominado inlaagdijk. Com um dique interior, quando o dique voltado para o mar colapsa, o dique secundário interior torna-se o primário. Embora a redundância proporcione segurança, o terreno do primeiro ao segundo dique é perdido; com o passar dos anos, a perda pode se tornar significativa.
Retirar terras do ciclo de inundações, colocando um dique em torno delas, evita que sejam levantadas pelo lodo deixado para trás após uma inundação. Ao mesmo tempo, o solo drenado consolida-se e a turfa decompõe-se, levando à subsidência da terra. Desta forma, aumentou a diferença entre o nível da água de um lado e o nível da terra do outro lado do dique. Embora as inundações tenham se tornado mais raras, se o dique transbordasse ou fosse rompido, a destruição seria muito maior.
O método de construção dos diques mudou ao longo dos séculos. Populares na Idade Média eram os wierdijken, diques de terra com uma camada protetora de algas marinhas. Um aterro de terra foi cortado verticalmente no lado voltado para o mar. As algas marinhas foram então empilhadas contra esta borda, presas com estacas. Os processos de compressão e apodrecimento resultaram em um resíduo sólido que se mostrou muito eficaz contra a ação das ondas e precisou de pouquíssima manutenção. Nos locais onde não havia algas marinhas, foram utilizados outros materiais, como juncos ou esteiras de vime.

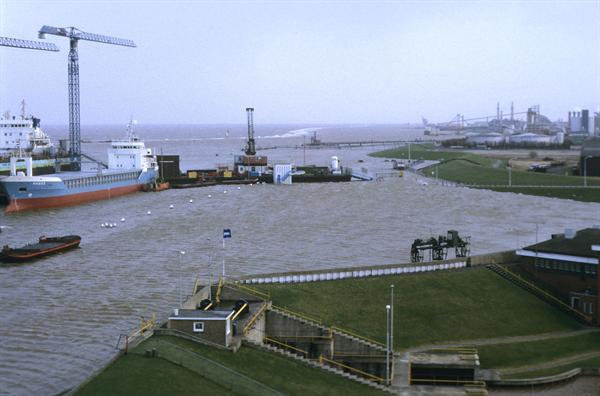
Dique marítimo mantendo Delfzijl e arredores secos em 1994

Outro sistema muito utilizado e durante muito tempo foi o de uma tela vertical de madeira apoiada em um banco de terra. Tecnicamente, estas construções verticais tiveram menos sucesso, pois a vibração das ondas e a lavagem das fundações do dique enfraqueceram o dique.
Muitos danos foram causados a estas construções de madeira com a chegada do cupim-do-mar (Teredo navalis), um bivalve que se acredita-se ter sido trazido para a Países Baixos por navios mercantes da VOC, que abriu caminho através das defesas marítimas holandesas por volta de 1730. A mudança foi feita a partir de madeira ao uso de pedra para reforço. Este foi um grande revés financeiro, pois não existe rocha natural nos Países Baixos e tudo teve que ser importado do exterior.
Os diques atuais são feitos com um núcleo de areia, coberto por uma espessa camada de argila para proporcionar impermeabilização e resistência à erosão. Os diques sem foreland têm uma camada de rocha britada abaixo da linha de água para retardar a ação das ondas. Até à linha de água alta, o dique é frequentemente coberto com pedras de basalto cuidadosamente colocadas ou com uma camada de asfalto. O restante é coberto por grama e mantido por ovelhas pastando. As ovelhas mantêm a grama densa e compactam o solo, ao contrário do gado.

## Desenvolvendo os pântanos de turfa
Quase ao mesmo tempo que a construção de diques, os primeiros pântanos foram tornados adequados para a agricultura pelos colonos. Ao cavar um sistema de valas de drenagem paralelas, a água era drenada da terra para permitir o cultivo de grãos. No entanto, a turfa assentou muito mais do que outros tipos de solo quando drenada e a subsidência da terra resultou em áreas desenvolvidas que ficaram novamente molhadas. As terras cultivadas, que inicialmente eram utilizadas principalmente para o cultivo de grãos, tornaram-se muito úmidas e a mudança foi feita para a pecuária leiteira. Uma nova área atrás do campo existente foi então cultivada, aprofundando-se na natureza. Este ciclo repetiu-se várias vezes até que os diferentes empreendimentos se encontraram e não houve mais terrenos não urbanizados disponíveis. Toda a terra foi então usada para pastoreio de gado.

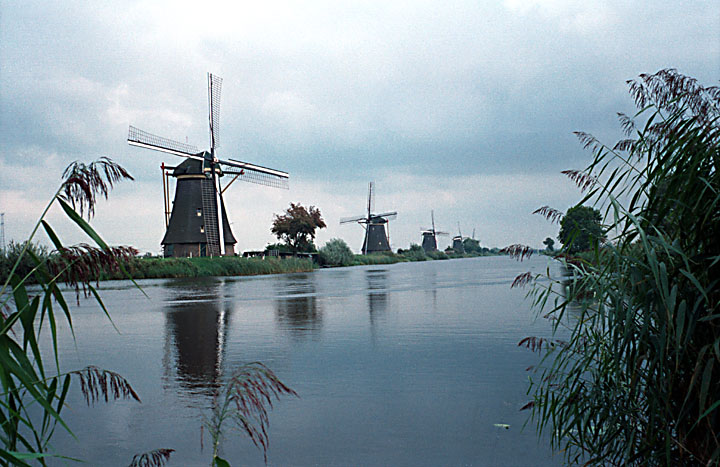
Os moinhos de vento de Kinderdijk, Holanda do Sul

Devido à contínua subsidência do solo, tornou-se cada vez mais difícil remover o excesso de água. As fozes dos riachos e rios foram represadas para evitar que os altos níveis de água retornassem rio acima e transbordassem as terras cultivadas. Estas barragens possuíam um bueiro de madeira equipado com válvula, permitindo a drenagem mas impedindo o escoamento da água rio acima. Estas barragens, no entanto, bloquearam a navegação e a actividade económica causada pela necessidade de transbordar mercadorias fez com que aldeias crescessem perto da barragem, alguns exemplos famosos são Amesterdão (barragem no rio Amstel) e Roterdão (barragem no Rotte). Somente nos séculos posteriores foram desenvolvidas eclusas para permitir a passagem de navios.
A drenagem adicional só pôde ser realizada após o desenvolvimento do moinho de pólder no século XV. A bomba d'água movida pelo vento tornou-se uma das atrações turísticas de marca registrada da Holanda. Os primeiros moinhos de drenagem com uma scheprad [nl], uma roda d'água "invertida" que podia elevar a água no máximo 1,5 m. Ao combinar moinhos, a altura de bombeamento poderia ser aumentada. Os moinhos posteriores foram equipados com um parafuso de Arquimedes que podia elevar a água muito mais alto. Os pôlderes, agora muitas vezes abaixo do nível do mar, eram mantidos secos com moinhos que bombeavam água das valas e canais do pólder para o boezem ("seio"), um sistema de canais e lagos que conectava os diferentes pólderes e atuava como uma bacia de armazenamento até a água. poderiam ser escoados para o rio ou para o mar, quer através de uma comporta na maré baixa, quer através de bombas adicionais. Este sistema ainda está em uso hoje, embora os moinhos de drenagem tenham sido substituídos primeiro por estações de bombeamento a vapor e, posteriormente, a diesel e elétricas.

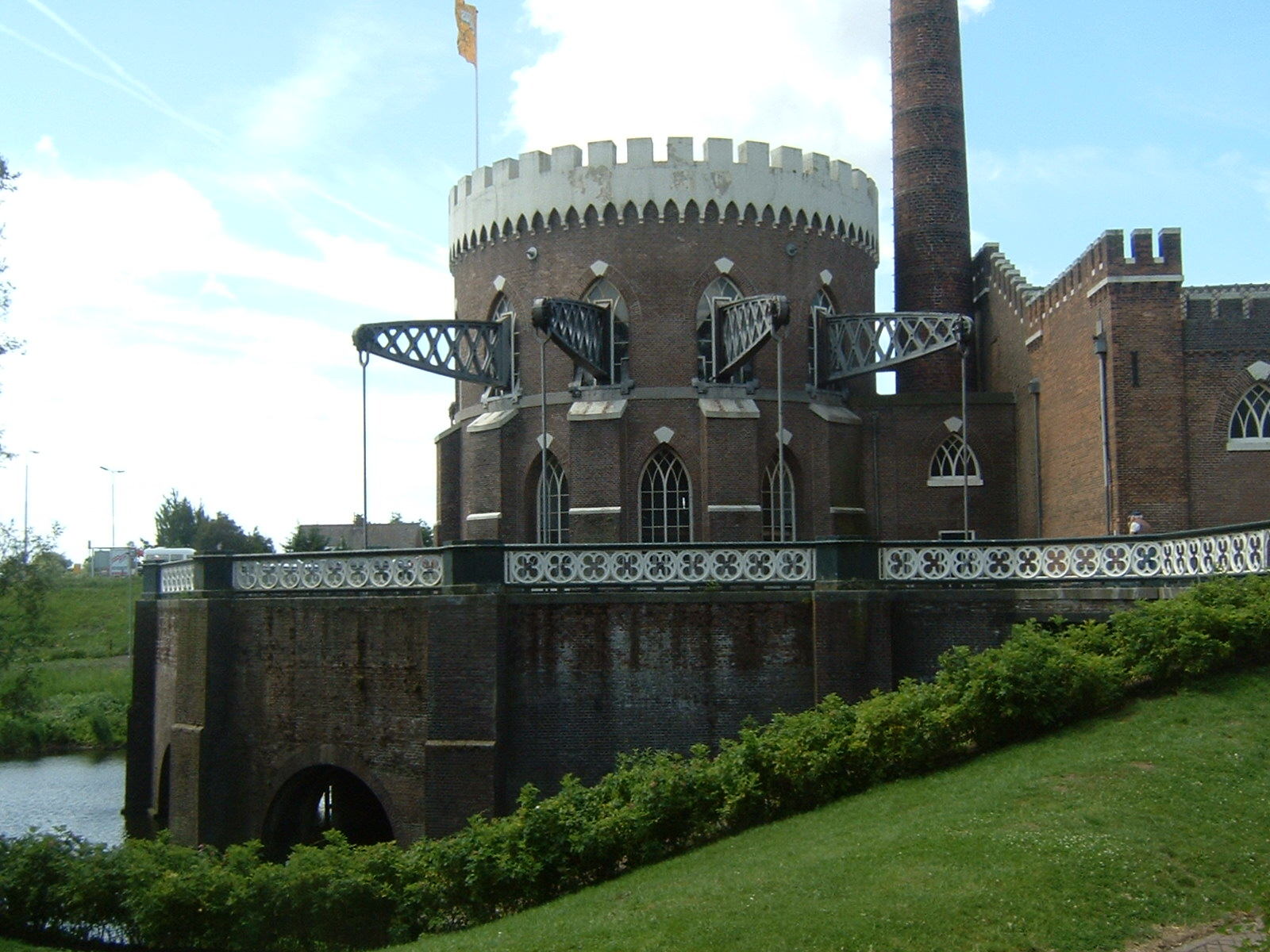
De Cruquius é uma das três estações de bombeamento que drenaram o Haarlemmermeer

O crescimento das cidades e da indústria na Idade Média resultou num aumento da procura de turfa seca como combustível. Primeiro, toda a turfa até o lençol freático foi retirada. No século XVI foi desenvolvido um método para escavar turfa abaixo da água, utilizando uma rede de dragagem numa longa vara. A dragagem de turfa em grande escala foi realizada por empresas, apoiadas por investidores das cidades.
Estes empreendimentos devastaram frequentemente a paisagem à medida que os terrenos agrícolas eram escavados e os restos de cumes, utilizados para a secagem da turfa, desabavam sob a acção das ondas. Foram criados pequenos lagos que cresceram rapidamente em área, cada aumento nas águas superficiais levando a uma maior influência do vento na água para atacar mais terras. Isso até fez com que aldeias fossem perdidas pelas ondas de lagos artificiais.
O desenvolvimento do moinho de pólder deu a opção de drenar os lagos. No século XVI, este trabalho foi iniciado em lagos pequenos e rasos, continuando com lagos cada vez maiores e mais profundos, embora só no século XIX é que o mais perigoso dos lagos, o Haarlemmermeer, perto de Amesterdão, foi drenado usando energia a vapor. Lagos drenados e novos pólderes podem muitas vezes ser facilmente distinguidos em mapas topográficos pelo seu diferente padrão de divisão regular em comparação com os seus arredores mais antigos. O construtor e engenheiro hidráulico Jan Leeghwater [en] tornou-se famoso por seu envolvimento nessas obras.

## Controle de enchentes de rios
Três grandes rios europeus, o Reno, o Mosa e o Escalda, fluem através dos Países Baixos, dos quais o Reno e o Mosa atravessam o país de leste a oeste.
As primeiras grandes obras de construção nos rios foram realizadas pelos romanos. Nero Claudius Drusus foi responsável pela construção de uma barragem no Reno para desviar a água dos braços do rio Waal para o Nederrijn e possivelmente por ligar o rio IJssel, anteriormente apenas um pequeno riacho, ao Reno. Não está claro se estas se destinavam a medidas de controlo de inundações ou apenas para fins militares de defesa e transporte.
Os primeiros diques fluviais surgiram perto da foz dos rios no século XI, onde as incursões vindas do mar aumentaram o perigo dos elevados níveis das águas do rio. Os governantes locais represaram braços de rios para evitar inundações em suas terras (Graaf van Holland, c. 1160, Kromme Rijn; Floris V, 1285, Hollandse IJssel), apenas para causar problemas a outros que viviam mais rio acima. A desflorestação em grande escala a montante fez com que os níveis dos rios se tornassem cada vez mais extremos, enquanto a procura de terras aráveis levou a que mais terras fossem protegidas por diques, dando menos espaço ao leito do rio e causando assim níveis de água ainda mais elevados. Os diques locais para proteger as aldeias foram ligados para criar um dique proibido para conter o rio em todos os momentos. Estes desenvolvimentos significaram que, embora as cheias regulares para os primeiros habitantes dos vales dos rios fossem apenas um incómodo, em contraste, as cheias incidentais posteriores, quando os diques rebentaram, foram muito mais destrutivas.

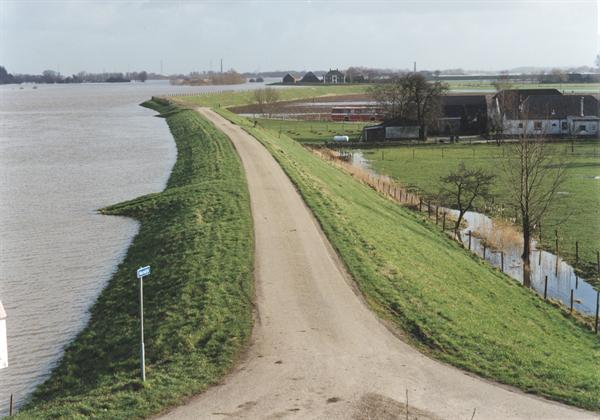
O Nederrijn em 1995

Os séculos XVII e XVIII foram um período de muitas infames inundações de rios, resultando em muitas perdas de vidas. Freqüentemente, eram causados por barragens de gelo que bloqueavam o rio. Obras de recuperação de terras, grandes plantações de salgueiros e construções no leito do rio no inverno agravaram o problema. Junto à clara clareira do leito de inverno, foram criados transbordamentos (overlaten). Eram diques intencionalmente baixos onde o excesso de água poderia ser desviado rio abaixo. O terreno em tal canal de desvio foi mantido livre de edifícios e obstruções. Como este chamado rio verde só podia, portanto, ser usado essencialmente para pastar gado, foi nos séculos posteriores visto como um desperdício de terra. A maioria dos transbordamentos foi agora removida, concentrando-se em vez disso em diques mais fortes e num maior controlo sobre a distribuição de água através dos braços do rio. Para isso, foram escavados canais como o Pannerdens Kanaal e o Nieuwe Merwede.
Um comité relatou em 1977 sobre a fragilidade dos diques do rio, mas houve demasiada resistência da população local contra a demolição de casas e o endireitamento e reforço dos antigos diques sinuosos. Foram necessárias as ameaças de cheias em 1993 e novamente em 1995, quando mais de 200.000 pessoas tiveram de ser evacuadas e os diques apenas foram retidos, para pôr os planos em ação. Agora, o risco de inundação de um rio foi reduzido de uma vez a cada cem anos para uma vez a cada 1250 anos. Estão a ser realizadas outras obras no projeto Room for the River para dar aos rios mais espaço para cheias e, desta forma, reduzir a altura das cheias.

## Painéis de controle de água
Os primeiros diques e estruturas de controlo de água foram construídos e mantidos por aqueles que deles beneficiam directamente, na sua maioria agricultores. À medida que as estruturas foram se tornando mais extensas e complexas, foram formados conselhos de pessoas com um interesse comum no controle dos níveis de água em suas terras e assim começaram a surgir os primeiros conselhos de água. Muitas vezes controlavam apenas uma pequena área, um único pólder ou dique. Mais tarde, eles se fundiram ou uma organização global foi formada quando diferentes conselhos de água tinham interesses conflitantes. Os conselhos de água originais diferiam muito uns dos outros na organização, no poder e na área que administravam. As diferenças eram muitas vezes regionais e ditadas por circunstâncias diferentes, quer tivessem de defender um dique marítimo contra uma tempestade ou manter o nível da água num pólder dentro dos limites. Em meados do século XX existiam cerca de 2.700 conselhos de controle de água. Depois de muitas fusões, restam atualmente 21 conselhos de água. Os conselhos de água realizam eleições separadas, cobram impostos e funcionam independentemente de outros órgãos governamentais.
Os diques eram mantidos pelos indivíduos que se beneficiavam da sua existência, tendo cada agricultor sido designado parte do dique para manutenção, com visualização trienal pelos diretores do conselho de água. A velha regra "Wie het water deert, die het water keert" (quem machuca a água, devolve a água) significava que aqueles que viviam no dique tinham que pagar e cuidar dele. Isto levou a uma manutenção aleatória e acredita-se que muitas inundações não teriam acontecido ou não teriam sido tão graves se os diques estivessem em melhores condições. Aqueles que viviam mais para o interior muitas vezes recusavam-se a pagar ou ajudar na manutenção dos diques, embora fossem igualmente afectados pelas cheias, enquanto aqueles que viviam no próprio dique podiam ir à falência por terem de reparar um dique rompido.
A Rijkswaterstaat [nl] (Diretoria Geral de Obras Públicas e Gestão da Água) foi criada após adoção do plano de Christiaan Brunings para a gestão da água na República Batava em 24 de Maio de 1798. Os conselhos de água locais, no entanto, estavam demasiado apegados à sua autonomia e, durante a maior parte do tempo, o Rijkswaterstaat trabalhou em conjunto com os conselhos de água locais. Rijkswaterstaat foi responsável por muitas estruturas importantes de controle de água e mais tarde esteve e ainda está envolvido na construção de ferrovias e rodovias.
Os painéis de água podem tentar novas experiências, como o motor de areia [nl] na costa da Holanda do Sul.

## Inundações notórias

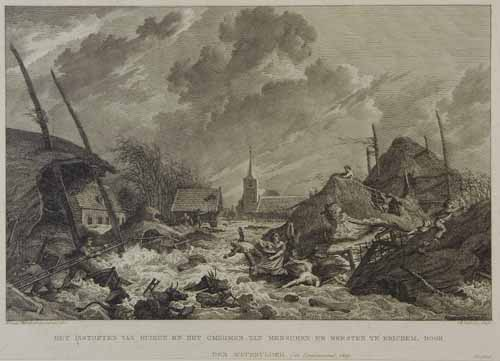
Uma inundação em Erichem, 1809

Ao longo dos anos, ocorreram muitas tempestades e inundações na Holanda. Alguns merecem menção especial, pois mudaram particularmente os contornos dos Países Baixos.
Uma série de tempestades devastadoras, começando mais ou menos com a Allerheiligenvloed (Primeira Inundação de Todos os Santos) em 1170 [en], destruiu uma grande área de pântanos de turfa, alargando o Mar de Wadden e ligando o Lago Almere, anteriormente existente, no centro do país, ao o Mar do Norte, criando assim o Zuiderzee. Isso por si só causaria muitos problemas até a construção do Afsluitdijk em 1933.
Várias tempestades iniciadas em 1219 criaram o Dollart na foz do rio Ems. Em 1520, o Dollart atingiu sua maior área. Reiderland, contendo várias cidades e vilarejos, foi perdida. Grande parte desta terra foi posteriormente recuperada.
Em 1421, a enchente de Santa Isabel causou a perda de De Grote Waard no sudoeste do país. Particularmente a escavação de turfa perto do dique para a produção de sal e a negligência devido a uma guerra civil causaram o rompimento dos diques, o que criou o Biesbosch, hoje uma valiosa reserva natural.
As inundações mais recentes de 1916 e 1953 deram origem à construção do Afsluitdijk e do Deltaworks, respectivamente.

## Inundações como defesa militar

A Linha de Defesa de Amsterdã usou as inundações como medida de proteção

A inundação deliberada de certas áreas pode permitir a criação de uma linha defensiva militar. No caso de um exército inimigo avançar, a área seria inundada com cerca de 30 cm de água, muito rasa para barcos, mas profunda o suficiente para dificultar o avanço a pé, escondendo obstáculos subaquáticos, como canais, valas e propósitos. -armadilhas construídas. Os diques que atravessavam a área inundada e outros pontos estratégicos deveriam ser protegidos por fortificações. O sistema teve sucesso na Linha de Água Holandesa no ano do desastre de 1672 [en] durante a Terceira Guerra Anglo-Holandesa, mas foi superado em 1795 por causa de fortes geadas. Também foi usado com o Stelling van Amsterdam, a linha Grebbe e a linha IJssel. O advento da artilharia mais pesada e especialmente dos aviões tornou essa estratégia em grande parte obsoleta.

## Desenvolvimentos modernos
O desenvolvimento tecnológico no século XX significou que poderiam ser realizados projectos maiores para melhorar ainda mais a segurança contra inundações e para recuperar grandes áreas de terra. As mais importantes são as Obras de Zuiderzee e as Obras do Projeto Delta. No final do século XX, todas as entradas marítimas foram fechadas ao mar por barragens e barreiras. Apenas Westerschelde precisa permanecer aberto para acesso marítimo ao porto de Antuérpia. Os planos para recuperar partes do Mar de Wadden e do Markermeer foram eventualmente cancelados devido aos valores ecológicos e recreativos destas águas.

### Zuiderzee Works

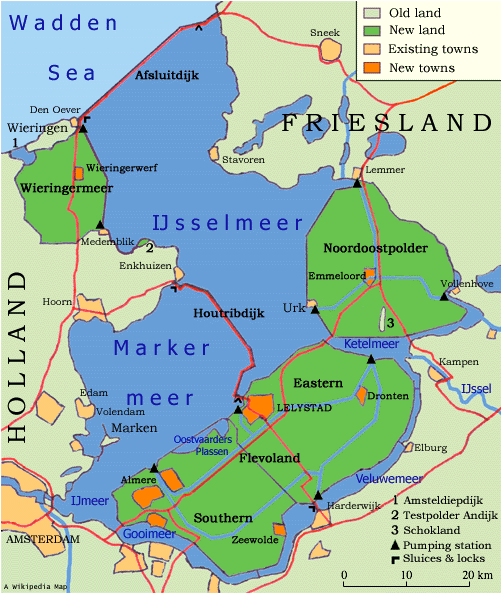
A Zuiderzee Works transformou o Zuiderzee no lago de água doce IJsselmeer e criou 1.650 km² de terra.

As Obras de Zuiderzee (Zuiderzeewerken) são um sistema de barragens, recuperação de terras e obras de drenagem de água. A base do projeto foi o represamento do Zuiderzee, uma grande entrada rasa do Mar do Norte. Esta barragem, chamada Afsluitdijk, foi construída em 1932–33, separando o Zuiderzee do Mar do Norte. Como resultado, o mar Zuider tornou-se o lago IJsselmeer — IJssel.
Após o represamento, grandes áreas de terra foram recuperadas no novo corpo lacustre de água doce por meio de pólderes. As obras foram executadas em diversas etapas, de 1920 a 1975. O engenheiro Cornelis Lely teve papel importante em seu projeto e como estadista na autorização de sua construção.

### Delta Works

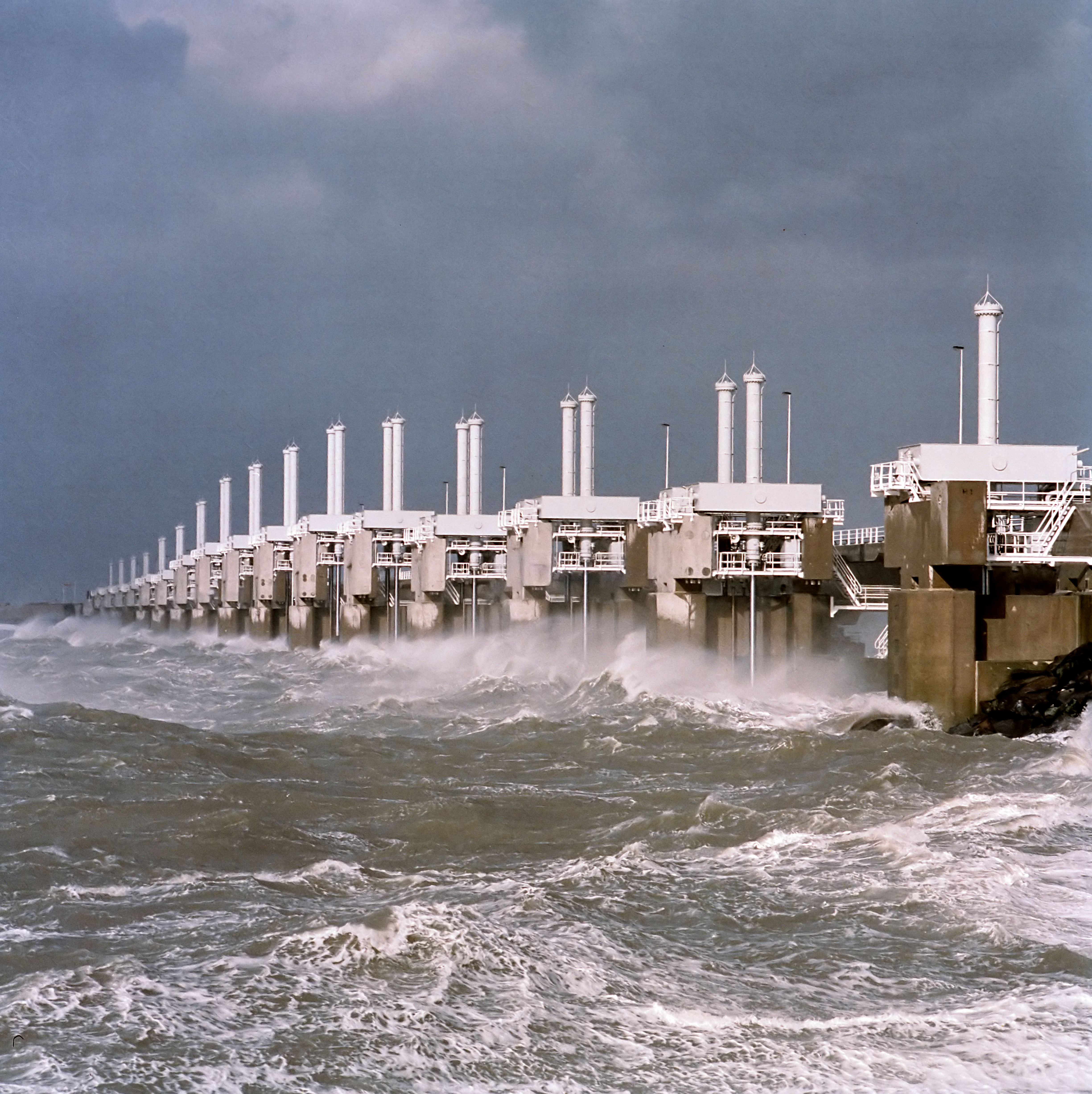
Oosterscheldekering em operação durante uma tempestade.

Um estudo feito por Rijkswaterstaat [nl] em 1937 mostrou que as defesas marítimas no delta do rio sudoeste eram inadequadas para resistir a uma grande tempestade. A solução proposta era represar todas as fozes dos rios e entradas de mar, encurtando assim a costa. No entanto, devido à dimensão deste projecto e à intervenção da Segunda Guerra Mundial, a sua construção foi atrasada e as primeiras obras só foram concluídas em 1950. As inundações do Mar do Norte em 1953 deu um grande impulso para acelerar o projeto. Nos anos seguintes, foram construídas várias barragens para fechar a foz do estuário. Em 1976, sob pressões de grupos ambientalistas e da indústria pesqueira, foi decidido não fechar o estuário de Oosterschelde com uma barragem sólida, mas sim construir o Oosterscheldekering, uma barreira contra tempestades que só é fechada durante tempestades. É a barragem mais conhecida (e mais cara) do projeto. Um segundo grande obstáculo para as obras ocorreu na área de Rijnmond. Uma tempestade no Nieuwe Waterweg ameaçaria cerca de 1,5 milhão de pessoas nos arredores de Rotterdam. No entanto, fechar esta foz do rio seria muito prejudicial para a economia holandesa, uma vez que o porto de Roterdão – um dos maiores portos marítimos do mundo – utiliza esta foz. Eventualmente, o Maeslantkering (Barreira Maeslant) foi construído em 1997, tendo em mente os fatores econômicos: o Maeslantkering é um conjunto de duas portas giratórias que podem fechar a foz do rio quando necessário, mas que geralmente estão abertas. A previsão é que o Maeslantkering feche cerca de uma vez por década. Até janeiro de 2012, fechou apenas uma vez, em 2007.

## Situação atual e futuro
As atuais defesas marítimas estão mais fortes do que nunca, mas os especialistas alertam que a complacência seria um erro. Novos métodos de cálculo revelaram numerosos pontos fracos. A subida do nível do mar poderá aumentar o nível médio do mar em um a dois metros até ao final deste século, com ainda mais seguidores. Isto, a subsidência de terras e o aumento das tempestades tornam necessárias novas melhorias nas infra-estruturas de controlo de cheias e de gestão da água.
As defesas marítimas são continuamente reforçadas e aumentadas para cumprir a norma de segurança de uma probabilidade de inundação de uma vez a cada dez mil anos para o oeste, que é o coração económico e a parte mais densamente povoada dos Países Baixos, e uma vez a cada quatro mil anos para a zona menos densamente povoada. áreas. As principais defesas contra inundações são testadas de acordo com esta norma a cada cinco anos. Em 2010, cerca de 800 km de diques, de um total de 3.500 km, não cumpriram a norma. Isto não significa que exista um risco imediato de inundação; é o resultado de a norma se tornar mais rigorosa a partir dos resultados de pesquisas científicas sobre, por exemplo, a ação das ondas e o aumento do nível do mar.

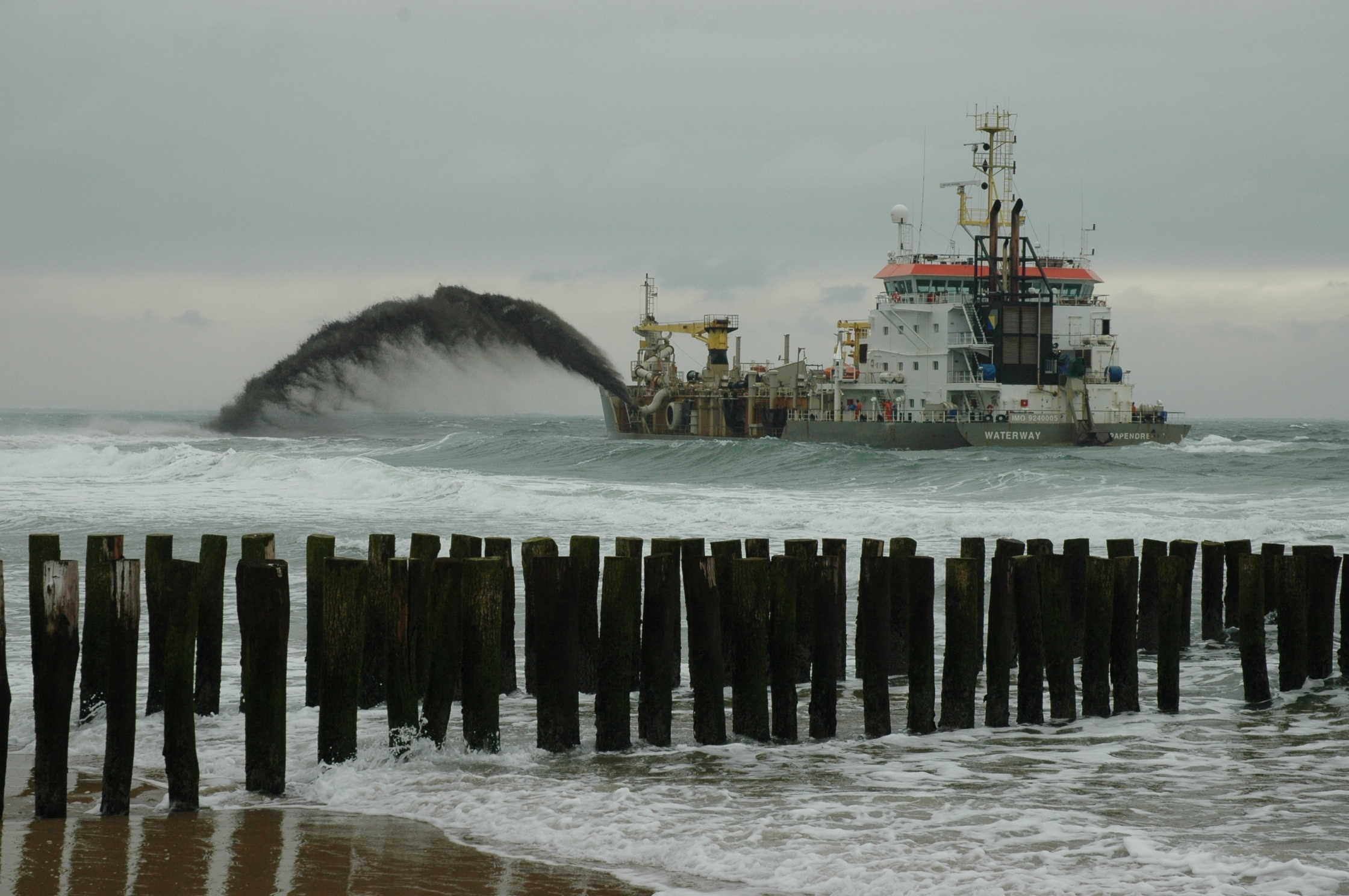
Reabastecimento de areia em frente a uma praia holandesa

A quantidade de erosão costeira é comparada com a chamada "linha costeira de referência" (neerlandês: basekustlijn), a linha costeira média em 1990. A reposição de areia é usada onde as praias recuaram muito. Cerca de 12 milhões de m3 de areia são depositados anualmente nas praias e abaixo da linha de água em frente à costa.
O Stormvloedwaarschuwingsdienst - SVSD (Serviço de alerta de tempestade); faz uma previsão do nível da água em caso de tempestade e avisa os responsáveis nos distritos costeiros afetados. Estes podem então tomar medidas apropriadas dependendo dos níveis de água esperados, tais como evacuar áreas fora dos diques, fechar barreiras e, em casos extremos, patrulhar os diques durante a tempestade.
O Segundo Comitê Delta, ou Comitê Veerman, oficialmente Staatscommissie voor Duurzame Kustontwikkeling (Comitê Estadual para Desenvolvimento Costeiro Durável) deu seu conselho em 2008. Ele espera um aumento do nível do mar de 65 a 130 cm até o ano 2100. Entre suas sugestões estão:
- aumentar dez vezes as normas de segurança e reforçar os diques em conformidade,
- utilizar a reposição de areia para alargar a costa do Mar do Norte e permitir-lhe crescer naturalmente,
- usar os lagos do delta do rio sudoeste como bacias de retenção de água dos rios,
- aumentar o nível da água no IJsselmeer para fornecer água doce.

Estas medidas custariam aproximadamente mil milhões de euros/ano.

### Espaço para o Rio
O aquecimento global no século XXI poderá resultar num aumento do nível do mar, o que poderá sobrecarregar as medidas que os Países Baixos tomaram para controlar as inundações. O projeto Room for the River [en] permite inundações periódicas de terras indefensáveis. Nessas regiões, os residentes foram removidos para terrenos mais elevados, alguns dos quais foram elevados acima dos níveis de inundação previstos.